# Avion (singolo)
Avion è un singolo del rapper italiano Rhove, pubblicato il 6 giugno 2025.

## Descrizione
Il brano, un inno alla libertà ispirato dall'Africa scritto dallo stesso rapper con Alessandro La Cava, è prodotto da Antonio Sassone, Emilio Barberini, in arte MadFingerz, e Vigan Mehmedi.

## Video musicale
Il video musicale, diretto da Mattia Bonanno e girato in Senegal, in Africa, è stato pubblicato in concomitanza all'uscita del brano attraverso il canale YouTube del rapper.

## Tracce
Testi di Samuele Roveda e Alessandro La Cava, musiche di Antonio Sassone, Emilio Barberini e Vigan Mehmedi.
1. Avion – 3:13